# Andreas Bayer

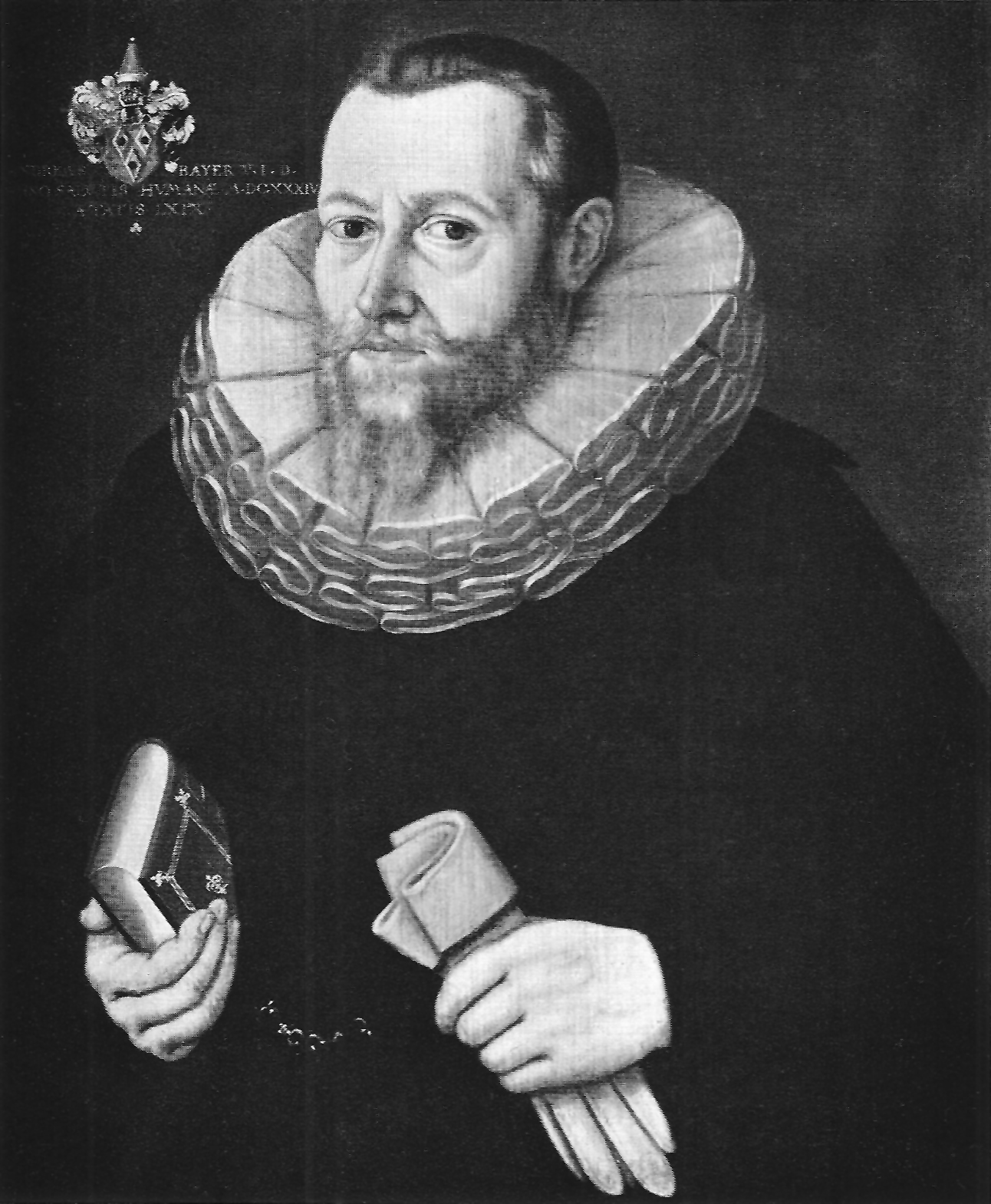
Andreas Bayer, 1634, auf einem Ölgemälde von Jacob Ramsler in der Tübinger Professorengalerie

Andreas Bayer (* 1566 in Stuttgart; † 1635) war Professor für Kanonisches Recht an der Juristischen Fakultät der Universität Tübingen.

## Bedeutung
Von seinen Schriften ist vor allem eine Diss. de contrah. et rescindend. emt. vendit (Tübingen 1608) bekannt, die allerdings von Karl Georg von Wächter als unbedeutend eingestuft wird. Sein von Jacob Ramsler 1634 gemaltes Porträt hängt in der Tübinger Professorengalerie.